# Rondo Romana Dmowskiego w Warszawie

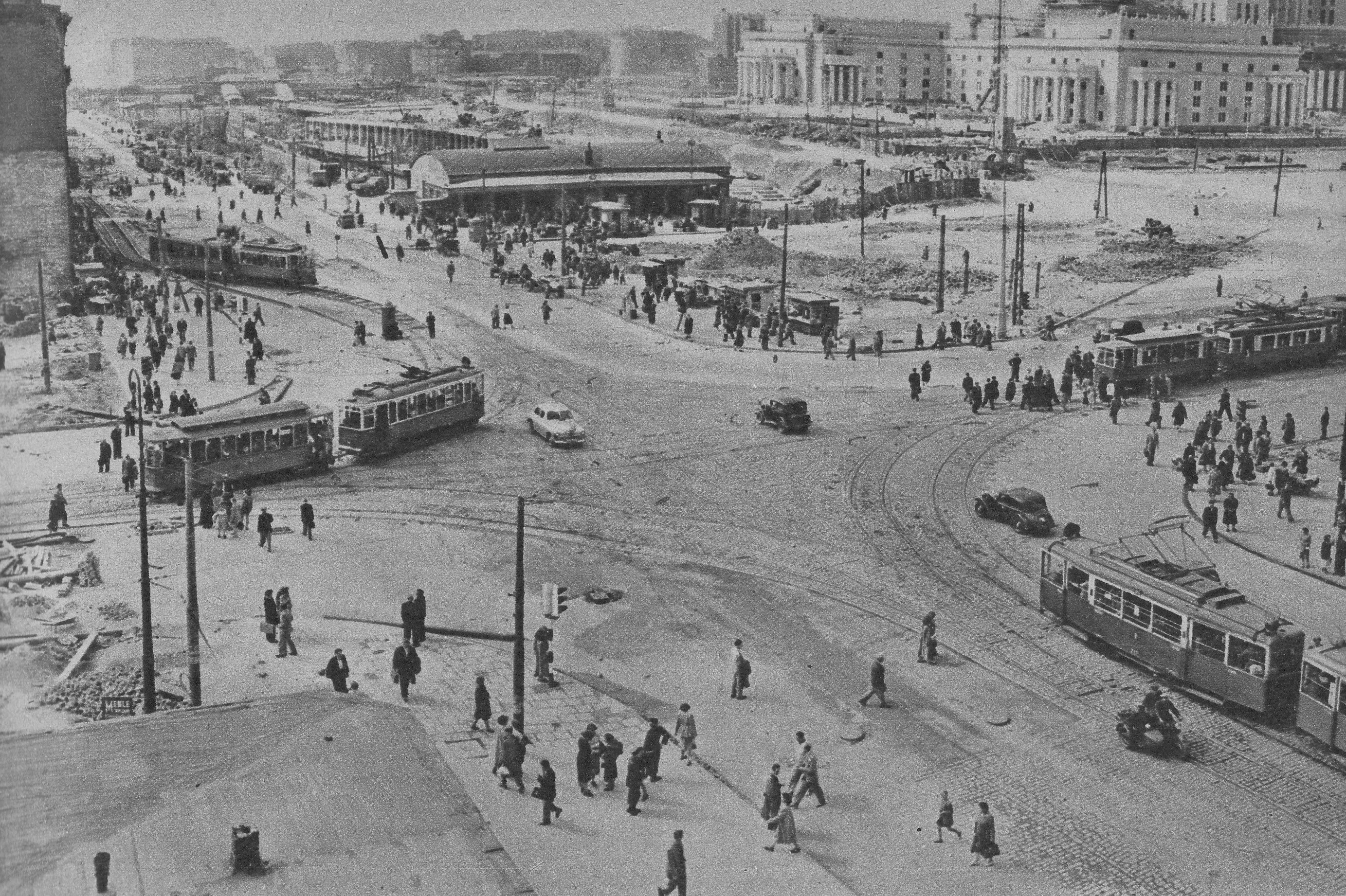
Skrzyżowanie Alej Jerozolimskich i ul. Marszałkowskiej w 1954 roku

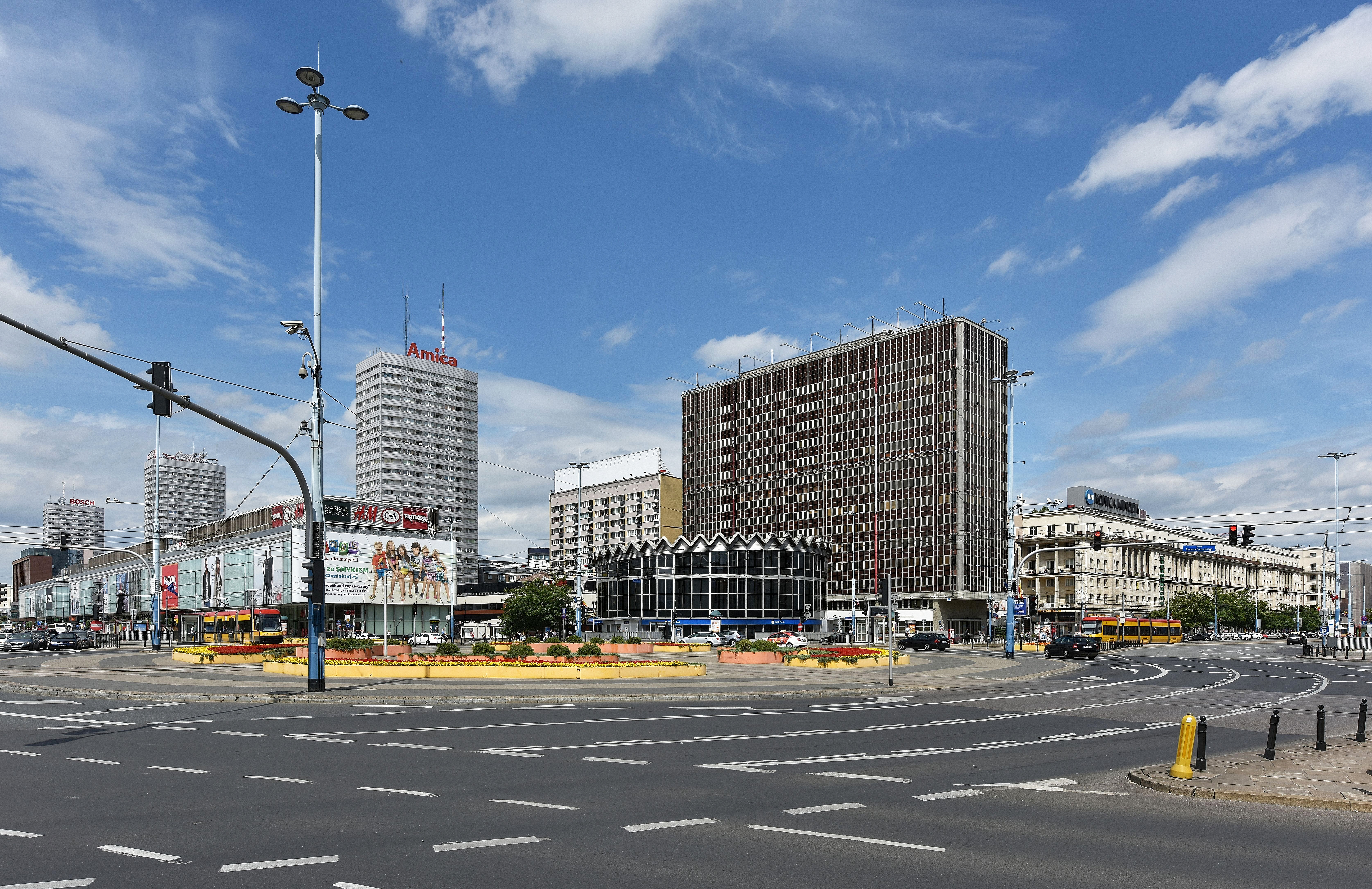
Rondo Dmowskiego, widoczne nieistniejące budynki rotundy PKO i Universalu

Rondo Romana Dmowskiego – rondo w śródmieściu Warszawy, na skrzyżowaniu Alej Jerozolimskich i ul. Marszałkowskiej.

## Opis
Rondo położone jest na styku ulic:
- od północy: Marszałkowska, w kierunku placu Bankowego,
- od wschodu: Aleje Jerozolimskie, w kierunku mostu Poniatowskiego,
- od południa: Marszałkowska, w kierunku placu Konstytucji,
- od zachodu: Aleje Jerozolimskie, w kierunku Dworca Centralnego.

Rondo zostało oddane do użytku 30 grudnia 1970, po zakończeniu przebudowy skrzyżowania obu ulic. 29 kwietnia 1971 pod rondem otwarto podziemne przejście dla pieszych.
Średnica ronda wynosi ok. 90 metrów. Jest to klasyczne czterowlotowe rondo z okrągłą wyspą centralną. Na wyspie krzyżują się linie tramwajowe (tylko krzyżówka, bez możliwości skrętu). Rondo wyposażone jest w sygnalizację świetlną. Pod rondem znajdują się podziemne przejścia dla pieszych z galerią handlową oraz wyjściem, poprzez niewielki placyk (tzw. Patelnię), do stacji metra Centrum. W odległości 250 metrów mieszczą się wejścia na dworzec kolejowy Warszawa Śródmieście.
Jest to jedno z najbardziej ruchliwych i zatłoczonych miejsc w Warszawie. Z badań wynika, że w 2017 w porannym szczycie komunikacyjnym przez rondo przejeżdżało 7 tysięcy samochodów na godzinę, zaś po południu 6,6 tysiąca na godzinę. Ruch pieszy w tym miejscu wynosił odpowiednio 14 tysięcy osób na godzinę i 22 tysiące osób na godzinę.
W 1995 Rada Warszawy nadała rondu imię Romana Dmowskiego.
Od 2011 z tego miejsca wyrusza organizowany co roku Marsz Niepodległości.
W 2022 zakończyła się budowa przejść dla pieszych i przejazdów dla rowerzystów w pobliżu ronda, w ciągu ulic Widok, Parkingowej, Nowogrodzkiej i Poznańskiej, zapowiadana przez władze miejskie od 2014.

## Plany przebudowy
Sporządzony przez władze Warszawy miejscowy plan zagospodarowania przestrzennego rejonu Ściany Wschodniej, obejmujący rondo Dmowskiego, przewidywał jego przekształcenie w zwykłe skrzyżowanie z naziemnymi przejściami dla pieszych, dzięki czemu w narożnikach będą mogły powstać nowe budynki. Na skrzyżowaniu przywrócone zostaną tory dla tramwajów skręcających z Alej Jerozolimskich w ul. Marszałkowską, a ta ostatnia ma zostać zwężona do dwóch pasów ruchu. Wobec takich planów środowiska narodowe rozpoczęły starania o uczczenie Romana Dmowskiego w innym miejscu. Rondo ma zostać zlikwidowane i zastąpione skrzyżowaniem w czasie przebudowy tunelu linii średnicowej i zwężenia jezdni Alej Jerozolimskich, zaplanowanego na lata 2027–2028.

## Ważniejsze obiekty
- Hotel Novotel
- Hotel Polonia Palace
- Płaskorzeźba Jezu ratuj, bo giniemy!
- Rotunda PKO
- Słup kilometrowy w Warszawie
- Stacja metra Centrum
- Tunel średnicowy
- Widok Towers